# Musée Dostoïevski

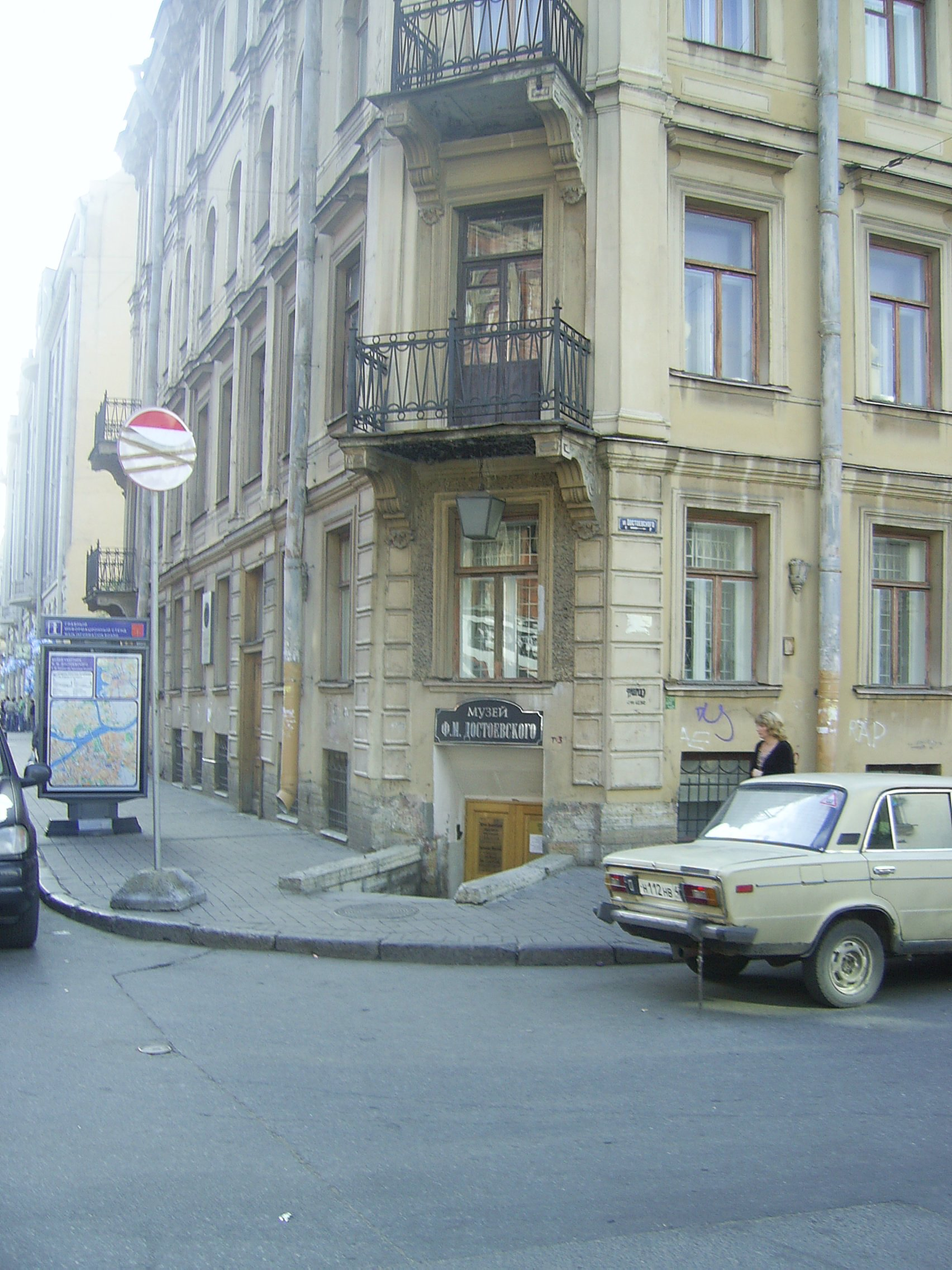
Entrée du musée Dostoïevski

Le musée Dostoïevski (en russe : Литературно-мемориальный музей Ф. М. Достоевского) est un musée littéraire ouvert en 1971 à Saint-Pétersbourg et consacré à la vie et à l'œuvre de l'écrivain Fiodor Dostoïevski (1821-1881).
Il se trouve à l'angle de la rue Dostoïevski au N°2 et de la voie Kouznetchny (Kouznetchny pereoulok) au N°5, dans la maison où l'écrivain vécut de 1878 à sa mort. C'est ici qu'il a composé Les Frères Karamazov.

## Historique
L'idée d'ouvrir un musée consacré à Fiodor Dostoïevski revient à la veuve de l'écrivain, Anna Dostoïevskaïa (1846-1918), mais ayant fui les affres de la révolution de 1917, elle meurt à Yalta, en Crimée, dans la solitude un an plus tard, loin de ses enfants et petits-enfants. Toutes les pièces de collection rassemblées dans la maison où vécut l'illustre écrivain ont d'abord été recueillies par elle et envoyées dans un garde-meuble avant son départ de Pétrograd, mais une grande partie a disparu et le reste, sauf quelques exceptions, a été par la suite versé aux archives nationales.
L'initiative d'ouvrir ce musée est prise par l'architecte Gueorgui Piontek (1928-2005) dans les années 1960. Il se trouve dans la maison où l'écrivain vécut avec sa famille d'octobre 1878 au 28 janvier 1881 (9 février dans le calendrier grégorien), jour de sa mort.
Le musée a été inauguré pour le cent-cinquantième anniversaire de la naissance de Dostoïevski en 1971. Une grande partie des pièces présentées provient du petit-fils de l'écrivain, Andreï Fiodorovitch Dostoïevski (1908-1968) et constitue la base du musée. D'autres pièces familiales ont été données par la petite-nièce de l'écrivain, Maria Vladimirovna Savostianova.

## Le musée
Le musée s'étend sur deux étages. L'appartement de l'écrivain se trouve au premier étage et présente l'exposition permanente. C'est un appartement d'angle comme presque tous les vingt appartements que Dostoïevski habita à Saint-Pétersbourg. La décoration intérieure est composée des souvenirs de ses contemporains et d'archives. Des livres et des objets personnels et familiaux provenant de ses descendants sont également présentés. L'exposition permanente est consacrée à la vie et à l'œuvre de l'écrivain.
Les salles d'exposition du rez-de-chaussée sont consacrées à des expositions d'artistes contemporains de Dostoïevski, avec des photographies et archives littéraires. Sont également présentés des matériaux en lien avec la formation de l'écrivain, ses voyages en Europe et son activité littéraire. Plusieurs éditions de ses livres en différentes langues étrangères sont offertes à la vue du public. On y organise aussi des soirées littéraires ou musicales. Une salle de projection présente des films en rapport avec l'œuvre de Dostoïevski.
Des audio-guides sont disponibles. La bibliothèque du musée comporte près de vingt-cinq mille ouvrages et quelques manuscrits. Elle s'enrichit de dons d'année en année.